# Historia de Quito

Paisaje que recrea la fauna y la flora doméstica del Corregimiento de Quito; publicado en la Obra Relación Histórica del Viaje a la América Meridional, de Jorge Juan y Antonio de Ulloa durante la realización de la Misión Geodésica Francesa en la Real Audiencia de Quito en 1725.

La historia de Quito se remonta a los primeros habitantes que poblaron las regiones orientales del Distrito alrededor del año 10300 a. C., en el sector del Inca. Si bien existen restos arqueológicos que demuestran que la ciudad estuvo poblada durante siglos, se desconoce el momento exacto de su fundación. 
Más adelante, con la llegada de los Incas, Quito se convertiría en una ciudad importante de la zona norte del Tahuantinsuyo y tras la destrucción de Tomebamba se transformó en la segunda capital de imperio Inca.
El 6 de diciembre de 1534 la ciudad sería conquistada por los españoles.Durante la colonia sería el centro político del actual Ecuador, la segunda ciudad en ser fundada en territorio ecuatoriano y desde aquella época la capital y principal urbe de la nación.

## Época prehispánica

### Período paleoindígena
Las investigaciones arqueológicas señalan que en las faldas del cerro Ilaló se encontró el primer asentamiento humano de los Andes centro-norte del Ecuador. En la década de los 70 las excavaciones ofrecieron 80 000 artefactos líticos, la mayoría de ellos de obsidiana, lo que revela que esta materia prima fue altamente demandada en los primeros milenios de adaptación del hombre a los valles y páramos andinos. El material en gran parte son herramientas para cortar, raspar, perforar y puntas de flecha. El utillaje lítico que el hombre temprano del Ilaló nos sugiere que vivía de la cacería y la recolección. El huevo, en los páramos del Antisana, en los sectores de Mullumica y Quiscatola, se han identificado evidencias de ocupación humana en época temprana. Se deduce que los cazadores del valle subían a los yacimientos de obsidiana, lo que les obligaba a ocupar cuevas y abrigos rocosos del páramo. El Inga pertenece al período paleolítico o paleoindio que corresponde al estadio cultural de caza, pesca y recolección. Los estudios de Robert Bell determinaron una antigüedad de 7080 a. C.; posteriores investigaciones según las dataciones obtenidas por hidratación de obsidiana nos dan 10 300 a. C.

### Período formativo
El sitio arqueológico denominado Cotocollao, localizado en el actual barrio del mismo nombre, fue descubierto por el Padre Porras de la Universidad Católica en el año 1973. Luego de un estudio sistematizado, Cotocollao resulta ser hasta hoy el asentamiento mejor conocido, del periodo Formativo de la Sierra, el más ampliamente estudiado y con datos de cronología bastante seguros. La subsistencia estaba asegurada por el cultivo del maíz, aparte de otros productos como la quinua, el chocho, la calabaza, entre otros, esta dieta la complementó con la cacería, siendo muy importante la presencia del venado, el conejo, y los camélidos. Otras costumbres bien registradas en el sitio de Cotocollao se relacionan con la vida ceremonial y funeraria. El material cerámico de Cotocollao tiene una afinidad en cuanto estilos y decoraciones, con las culturas formativas de la Costa. Sobre todo con Chorrera y Machalilla. Lastimosamente esta civilización desapareció debido a las erupciones del volcán Pululahua.

### Desarrollo regional e integración
El FONSAL (Fondo de Salvamento) y el Banco Central del Ecuador han llevado a cabo diversos proyectos de investigación que han develado hallazgos importantes. Al parecer, el sitio Quito, Quitwa o Kitu ha sido habitado a lo largo de milenios, sin embargo no ha existido un poblamiento continuo, por ello es difícil dar continuidad al panorama histórico de la ciudad.
El parque arqueológico y ecológico Rumipamba se encuentra localizado en el sector noroccidental de la ciudad de Quito, entre las avenidas Occidental, América y Mariana de Jesús. Cubre un área de 32 hectáreas en las cuales se ha descubierto, a partir del año 2001, una gran cantidad de restos aborígenes del período prehispánico, especialmente aquellos de carácter arquitectónico. Este lugar está atravesado por una quebrada de nombre homónimo, la que se origina en los flancos occidentales del volcán Pichincha.
Rumipamba es un emplazamiento cuyos vestigios corresponden a diversos periodos arqueológicos muy tempranos: el Formativo Tardío (1500 a. C. a 500 a. C.) por la evidencia de restos cerámicos de esta filiación. El denominado de “Desarrollo Regional” (500 a. C. a 500 d. C.) caracterizado por la presencia de tumbas y asociado a fragmentos de platos trípodes perforados. La evidencia del período de Integración (500 d. C. a 1500 d. C.) está compuesta por restos de aldeas cuyas viviendas han sido construidas en barro con techumbre de paja y rodeadas por muros de piedra. De este período hay evidencia de tumbas poco profundas, ubicadas muy cerca de las estructuras habitacionales, con ajuares cerámicos que nos dicen de sus costumbres funerarias. La cerámica que más abunda en este sitio corresponde al período de integración.
Vasijas con engobe rojo pulido simple con escasa decoración. Asociadas a éstas se han encontrado vasijas tipo “cáscara de huevo”, de filiación con la cultura Panzaleo. Las dataciones obtenidas ubican la ocupación tardía entre el año 600 y el 900 d. C. Seguramente, la ocupación de este lugar no fue continua. Debió haberse interrumpido por las erupciones volcánicas, especialmente las del Pululahua y las del Guagua Pichincha, que destruyeron varias viviendas del sitio. La alta densidad de piedras facilitó la elaboración de instrumentos: buriles, martillos, pulidores. La abundante presencia de metales evidencia una dieta basada en la preparación de granos.

### Reino de Quito
Uno de los capítulos más controversiales en la historia capitalina es el relacionado con el Reino de Quito, mencionado por el Padre jesuita Juan de Velasco en su Historia publicada en el siglo XVIII. En ella se habla de un reino mítico conformado por las etnias Quitu y Caras. Si bien las actuales evidencias arqueológicas nos ayudan a entender que un reino de las características que describe el historiador no fue posible, sí sabemos que una importante confederación como los Kitus se asentaron en las laderas del Pichincha y habitaron la zona a la llegada de los incas.

### Imperio Inca
Para los incas, esta región parece haber tenido una importancia desde el punto de vista sagrado. La geografía de la ciudad era diferente a la actual. Las investigaciones nos revelan que gran parte de la zona que hoy ocupa el Centro Histórico fue ocupada en tiempo del incario. Hacia el norte se encontraba la laguna de Iñaquito y hacia el sur la laguna de Turubamba. De la montaña sagrada descendían numerosas quebradas, muchas de las cuales alimentaban a la población con sus manantiales y chorreras. Dentro de la cosmovisión incaica, el jaguar jugaba un papel protagónico por ser considerado como el animal más fuerte y por ello asociado con el fuego y la fuerza. De ahí la razón por la cual la mayoría de ciudades incas tenían la forma del felino.
Las investigaciones revelan que gran parte de la zona en que hoy se halla asentado el Centro Histórico fue ocupada en tiempo del incario. La forma de la ciudad se asemejaba a un jaguar, símbolo sagrado para aquel pueblo, razón por la cual la mayoría de ciudades incas tenían la forma del felino. Los límites de la ciudad incaica de sur a norte eran: la loma del Yavirak o Shungu Loma (hoy Panecillo), donde se encontraba el templo del sol, hasta la loma del Huanakauri (hoy el barrio de San Juan) donde estaba el templo de la luna. De este a oeste se extendía entre el Pichincha y la loma del Itchimbía. Debajo del actual convento franciscano se encontraba el palacio de Huayna Cápac y en la Plaza Grande, el palacio de Atahualpa. El Aclla Huasi o "templo de las escogidas", ubicado hoy en el actual Convento de Santa Catalina.
La conquista inca de esta región fue iniciada por Túpac Inca Yupanqui, hijo de Pachacútec el fundador del imperio incaico, y fue Huayna Cápac, hijo del primero, el primer inca que estableció su residencia en tierras de Tomebamba, la actual ciudad de Cuenca.
La historia de Quito se remonta a los primeros habitantes que poblaron las regiones orientales del Distrito alrededor del año 10300 a. C., en el sector del Inca. Si bien existen restos arqueológicos que demuestran que la ciudad estuvo poblada durante siglos, se desconoce el momento exacto de su fundación.

## Fundación y asentamiento definitivo de San Francisco de Quito
Debido al pronto arribo de Pedro de Alvarado a la región por Bahía de Caráquez y Puerto Viejo, por ello para evitar mayores contratiempos, el 15 de agosto de 1534, Diego de Almagro, urgido por el tiempo, fundó la ciudad de Santiago del Quito en las planicies de Riobamba. De esta manera, tomó posesión de las tierras para la jurisdicción de Francisco Pizarro. Esa actitud truncó las ambiciones de Alvarado, quien obligatoriamente tuvo que pactar con sus compatriotas. Días después, en el mismo sitio que Diego de Almagro fundó la ciudad de Santiago de Quito, el 28 de agosto de 1534, ocurrió lo que varios historiadores llaman la fundación a distancia de San Francisco de Quito. La ceremonia incluyó la formación del ayuntamiento o Cabildo colonial de la nueva Villa, con la juramentación legal de dos alcaldes y ocho regidores. Al escribano Gonzalo Díaz le correspondió dar fe del acto ejecutado. El documento decía lo siguiente: 

Fundaçión de la Villa de Sant Françisco del Quito.

En la çibdad de Santiago A veynte e ocho días del mes de agosto año del nasçimyento de nuestro saluador hiesu xrispo de myle E quinyentos e treynta e quatro años el magnyfico señor don diego de almagro mariscal de su magestad en estos rreynos de la nueva castilla por su magestad y lugar tenyente general de gouernador e capitán general en ellos por el muy magnifico señor el comendador don françisco piçarro adelantado gouernador e capitán general en ellos por su magestad e su magestad por la gracia de dios. En presençia de my gonçalo diaz scriuano de su magestad e scriuano publico y del conçejo desta dicha cibdad el dicho señor mariscal dixo que por quanto el en nonbre de su magestad e del dicho señor gouernador en su rreal nonbre A conquystado e pacificado esta probinçia de Quyto e otras a ella comarcanas e a plazido a nuestro señor que los mas señores e prençipales e yndios dellas están paçifficos e debaxo del yugo e obediençia de su magestad y para que mas verdaderamente vengan a las pazes y se conbiertan a nuestra santa ffe catolyca con la conversaçion e buen enjenplo e dotrina de los españoles basallos de su magestad que en estas partes poblaren. El en nonbre de su magestad ffundo e pobló vna esta çibdad de santiago y por que conbyene al seruiçio de su magestad y a la paz y soçiego destas provynçias y conversión de los naturales dellas que se funde e pueble otro pueblo de mas desta dicha çibdad por que dello su magestad será muy seruydo por tanto quél en nonbre de su magestad y del dicho señor gouernador don ffrançisco piçarro en su rreal nonbre e por virtud de los poderes que de su señoría tiene como su teniente general de gouernador e capitán general ffundava e fundó otro pueblo en el sytio e asyento de dondesta el pueblo que en lengua de yndios aora se llama Quyto questara treynta leguas poco mas o menos desta çibdad de Santiago, al qual puso por nonbre a la villa de san ffrançisco la cual dicha ffundaçion dixo que hazia e hizo en nonbre de su magestad e del dicho señor gouernador con tal condiçion e aditamyento que el dicho señor de su magestad o el dicho señor gouernador en su rreal nonbre lo aprueve e que paresçiendole a su señoría o a él en su nonbre que la dicha puebleo villa de san ffrançisco se deve mudar o poner en otro sytyo en su comarca lo muden e pongan  en el lugar e sytio mas conbyniente por que al presente A cabsa de ser la tierra nuevamente conquistada e paçifica no se a visto ny tiene esperyençia de los sytios donde mejor pueda estar la dicha villa para en lo que toca al seruicio de su magestad e a la conversión de los naturales e byen e pro de los vezinos e moradores que en la dicha villa se avezindaren e poblaren e andando el tienpo podrya haber espiryençia de todo e convenyr quel dicho pueblo se mudase en otro cabo mejor e que más convenga e donde se ayan mejor las calidades que se rrequyeren para ffundaçion e poblaçion de pueblo. E luego el dicho señor mariscal en el dicho nonbre de su magestad y del dicho señor gobernador aviendo fecho la dicha ffundaçion segund e de la manera que dicha es dixo que por que la dicha villa sea vien rregida y la justiçia de su magestad admynystrada en ella como conviene a su rreal serviçio que el en nonbre de su magestad e del dicho señor gobernador en su rreal nonbre nonbraba e nonbro por alcaldes hordinarios de su magestad al capitán juan de anpudia e diego de tapia e por rregidores a pedro de puelles e juan de padilla e rrodrig nuñez e pedro dañasco e alonso hernandez e diego maryn de btrera e juan despinoza e melchyor de baldes. Que son personas abiles e sufiçientes y en quien concurren las calydades que se rrequieren en semejantes offciçios hasta tanto que el dicho señor gouernador don ffrançisco piçarro o él en su nonbre otra cosa proveen confforme a la horden que se suele tener en semejantes heleçiones y en nonbre de su magestad e del dicho señor gouernador dixo que les dava poder tal qual de derecho en tal caso se rrequiere a los dichos alcaldes para que puedan traer vara de justiçia en la dicha çibdad e sus termynos e oyr e determynar en los casos de justiçia ansy çeviles como crimynales y en las otras cosas tocantes a los dichos offiçios anexos e pertenesçientes e ansy mysmo a los dichos rregydores en lo tocante a sus offiçios los puedan vsar y exerçer en las cosas e casos tocantes a los dichos offiçios para lo qual como dicho es dixo que les dava poder conplido tal qual de derecho en tal caso se rrequyere con todas sus ynçidençias e dependençias e por que el dicho señor mariscal e por su mandado lo ffirmo juan de espinoza scriuano de su magestad e alcalde mayor en estas provynçias de quito por su magestad. 
Relación de juan despinoza
E después de lo suso dicho en este dicho día e mes e año suso dicho el dicho señor mariscal mando paresçer ante sy a los dichos alcaldes e rregydores de suso contenydos e resçibyo dellos juramento por dyos e por santa maria e por las palabras de los santos evangelyos e por la señal de la cruz en que se pusyeron sus manos derechas corporalmente que como ffieles cristianos temiendo a dios nuestro señor e el de su magestad e byen pro comund de los vezinos e moradores de la dicha villa e que obedesçeryan las provysyones e çedulas de su magestad e los mandamyentos del dicho señor gouernador don ffrançisco piçarro e de sus tenyentes y en todo lo haryan aquellos que buenos alcaldes e rregydores heran oblygados en semejantes cargos los quales asolbyendo el dicho juramento dyxeron si juro e amen e que ansy lo conplyryan en todo lo a ellos posyble e el dicho señor mariscal los dixo que los abya e obo por resçebydos a los dichos offiçios en nonbre de su magestad e del dicho señor gouernador en su rreal nonbre e les dava poder conplydo como dicho es en el dicho nonbre para e lo firmaron de sus nonbres testigo juan despinoza alcalde mayor e el capitán sebastian de benalcaçar. 
Firman:
Diego de Tapia               Alonso Hernández
Pedro de Puelles               Pedro dañasco
Rrodrigo Nuñez                 Juan de Padylla 
Diego Martyn  

.
Acta de Fundación de la Villa de San Francisco de Quito/ Libro Primero de los Cabildos de Quito/ Folio 15.

Después de tres meses y días del ceremonial que estuvo a cargo de Don Diego de Almagro, en las inmediaciones de Riobamba, el Teniente de Gobernador Don Sebastián de Benalcázar confirmó y ejecutó la fundación de San Francisco de Quito sobre las ruinas que dejó Rumiñahui. Aquello fue el domingo 6 de diciembre de 1534.
Al practicarse el acto se ratificó a las autoridades del nuevo Cabildo, compuesto de regidores y alcaldes que ya se habían agrupado en agosto, de igual modo se realizaron otros requisitos legales como el trazo de la nueva ciudad. Por ello insisten los estudiosos, que de forma indiscutible Don Sebastián Moyano de Benalcázar, llamado Sebastián de Benalcázar, fue el auténtico ejecutor e instalador de la Villa de San Francisco de Quito y su episodio consistió en un incuestionable asentamiento. Pero la historiografía ecuatoriana por la costumbre de ciertos historiadores, se lo ha considerado fundador de la ciudad de Quito.

Deseoso de que su labor no se interrumpa, Sebastián de Benalcázar supervisó el trabajo del nuevo cabildo, corporación que hizo el empadronamiento de los vecinos de la Villa y el trazo de la misma. En igual forma vigiló la construcción del templo provisional, el reparto de solares y otras labores que aseguraron el nacimiento de la naciente Villa, que al paso del tiempo sería la floreciente ciudad capital y sede político-administrativa de la Real Audiencia de Quito. Documentos aseguran que los primeros vecinos de la Villa de San Francisco de Quito sumaron 205, incluyendo a las autoridades, el mismo Sebastián de Benalcázar y dos esclavos negros. Juan de Ampudia y Diego de Tapia fueron los primeros alcaldes; en tanto que Pedro de Puelles, Pedro de Añasco, Rodrigo Núñez, Juan de Padilla, Alonso Hernández, Diego Martín de Utreras, Juan de Espinosa y Melchor de Valdés trabajaron como regidores.
Así se registra el contenido del primer acta del Cabildo Colonial de Quito:  

En la Villa de San Francisco de la provyncia de Quyto, a seys días del mes de diciembre años del nascimiento de Nuestro Salvador Jhesuxristo de myl quynyentos e treynta a cuatro años el muy noble General de la dicha provyncia por el ilustre e muy magnífico señor el comendador Don Francisco Picarro adelantado governador e capitán general de estos reynos de la Nueva Castilla por sus magestades en presencia de my Concalo Díaz scriuano de sus magestades e su scriuano e notario público de la su corte (...) el dicho señor capitán (mando a) dixo que mandava e mando a my el dicho scriuano notefique a los alcaldes e rregydores deste dicha vila que rresydiesen en ella e admynystrasen en ella la justicia de su magestad e que husasen de los dichos oficios de alcaldes e rregydores conforme a la fundación y elección que hizo el magnifico señor Don Diego de Almagro mariscal en estos rreynos de la Nueva Castilla por manera que esta dicha villa fuese bien rregida e la justicia de su magestad en ella admynystrada so pena de quynyentos pesos de oro para la camara de su magestad demas de las otras penas en derecho establecidas e Ansy mysmo mando a pregonar publicamente esto por dicha villa que todos los españoles que quysyesen asentar por vezinos della paresciesen a beniesen, a se asentar oy dicho dia ante my el dicho scriuano e que el les mandaria señalar solares e exidos y lymites a la dicha villa testigos francisco rryz e mycael de velasco y otros.
Fragmento del Acta de Inauguración del Primer Cabildo de la Villa de San Francisco de Quito.

El cabildo de la Villa de San Francisco de Quito efectuó el empadronamiento de los vecinos y ordenó al alarife que hiciera el trazo de la ciudad. Éste funcionario demarcó las calles a cordel, alrededor de la plaza pública que ahora es donde se encuentra la Plaza de la Independencia, y el 20 de diciembre de 1534 se repartieron los solares para que los vecinos inicien la construcción de sus viviendas y casas. Asimismo, el inaugurado cabildo Quiteño acordó que se construyera un templo provisional y que en las afueras de la ciudad exista el grande y común espacio denominado Ejido. Cada vecino recibió una extensión importante de terreno para su estancia.

## Época hispana (1534-1808)

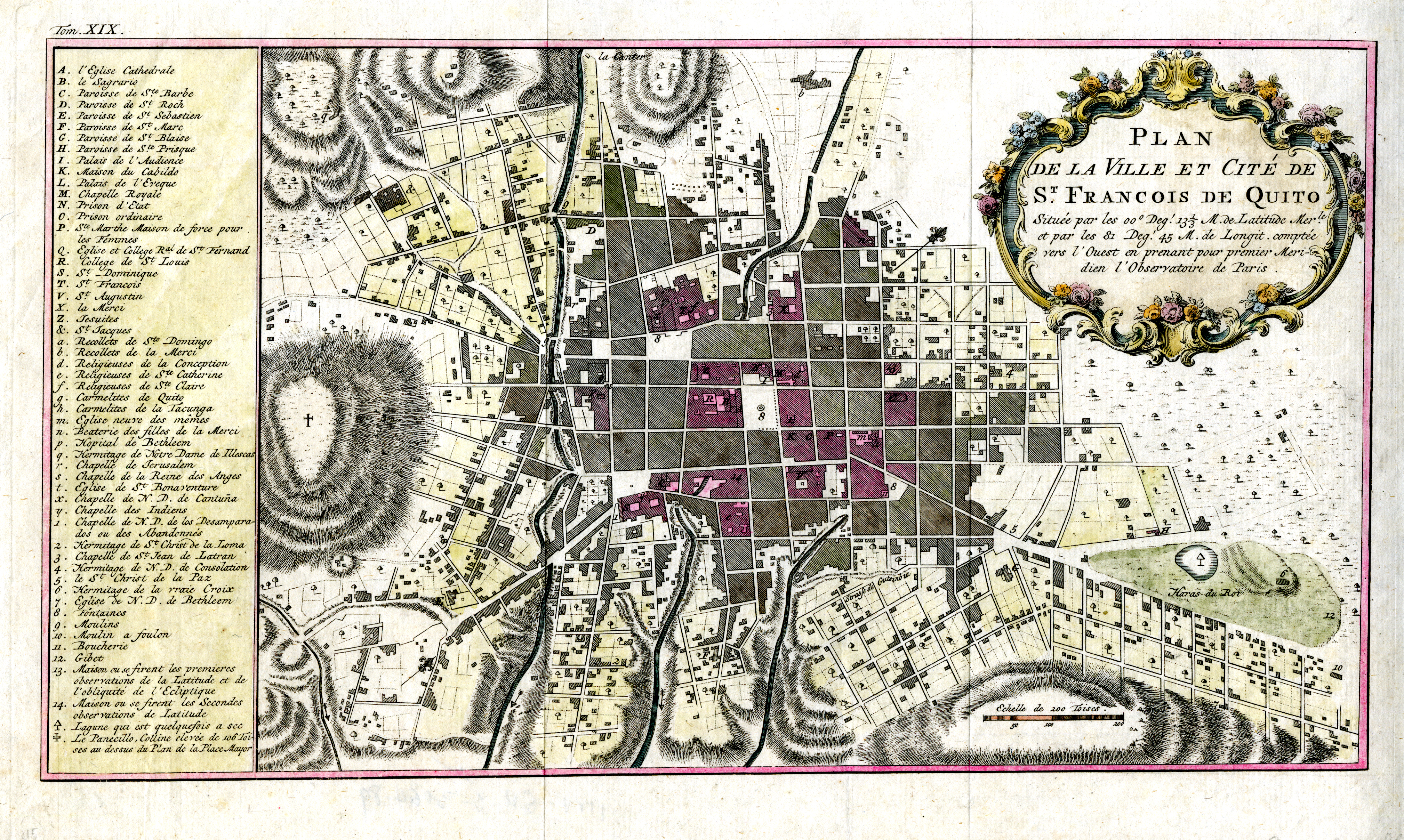
Panorama general de la Ciudad de Quito y sus contornos hacia 1735 donde residía el Cabildo y la Real Audiencia sujetos a su autonomía política, social, tributaria y judicial, según Jorge Juan y Antonio de Ulloa.

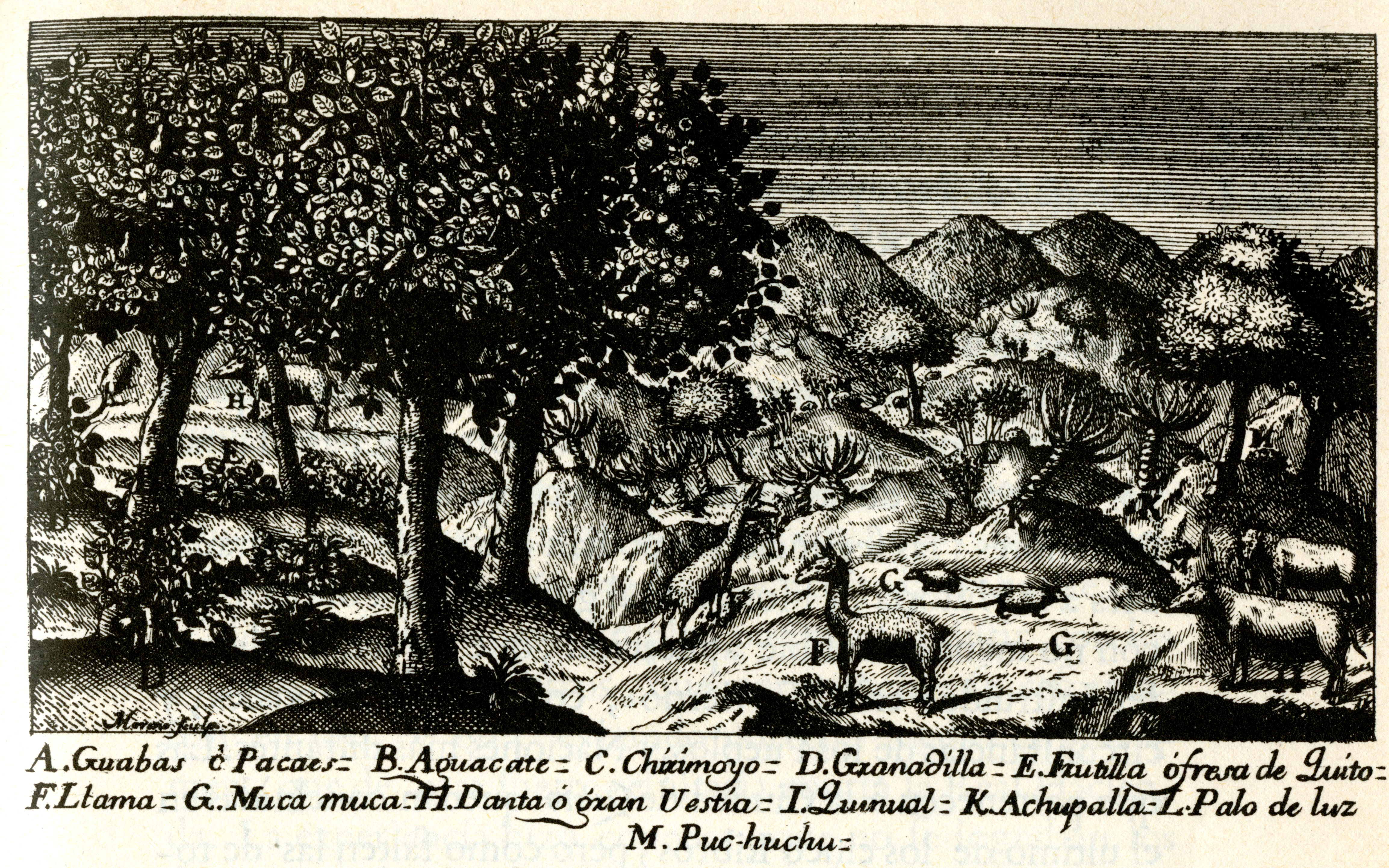
Paisaje rural del Corregimeinto de Quito según Jorge Juan y Antonio de Ulloa.

En el momento de la llegada de los españoles al Tahuantinsuyo, el imperio inca se encontraba en plena guerra civil provocada por la pugna de poder entre Atahualpa y su hermano Huáscar. El primero defendía su hegemonía desde Quito, el segundo desde Cuzco. Atahualpa resultó vencedor e hizo asesinar a su hermano; sin embargo, en 1533 Atahualpa fue capturado y ejecutado por los españoles. La conquista española de los Andes septentrionales fue motivada principalmente por el rumor de que en Quito se encontraba el tesoro de Atahualpa. Se forman dos expediciones en su búsqueda: la de Pedro de Alvarado, a través de la cordillera occidental, y la de Sebastián de Belalcázar. Fue este último el que consiguió llegar primero y quien el 6 de diciembre de 1534 fundó la ciudad de San Francisco de Quito junto a las faldas orientales del volcán Pichincha. La ciudad fue fundada sobre las cenizas, pues días antes Quito fue incendiada por el General Inca Rumiñahui con el objeto de que los españoles no encuentren nada a su llegada. En agosto, la ciudad había sido fundada por Diego de Almagro al sur del actual emplazamiento con el nombre de San Francisco de Quito.
La urbe fue establecida con aproximadamente doscientos habitantes. Inmediatamente se señalaron los límites, se estableció el cabildo, se repartieron solares y se delimitaron áreas comunales. La fundación de la ciudad en este sitio parece haber respondido más que nada a razones estratégicas. A pesar de su topografía accidentada, su ubicación en una meseta presentaba ventajas sobre los valles aledaños, más propicios para el desarrollo urbano. Este último factor fue también el que primó en la determinación del lugar por parte de los pueblos originarios. Aproximadamente siete años después de la fundación de Quito, Francisco de Orellana partiendo desde esta ciudad en busca del país de la canela, descubrió el río Amazonas el 12 de febrero de 1542. De este suceso histórico es que parte la célebre frase: "Es Gloria de Quito el Descubrimiento del Río Amazonas". El 8 de enero de 1545, el Papa Alessandro Farnese (Pablo III) fundó la Diócesis de San Francisco de Quito. El 29 de agosto de 1563, Felipe II creó la Real Audiencia de Quito.

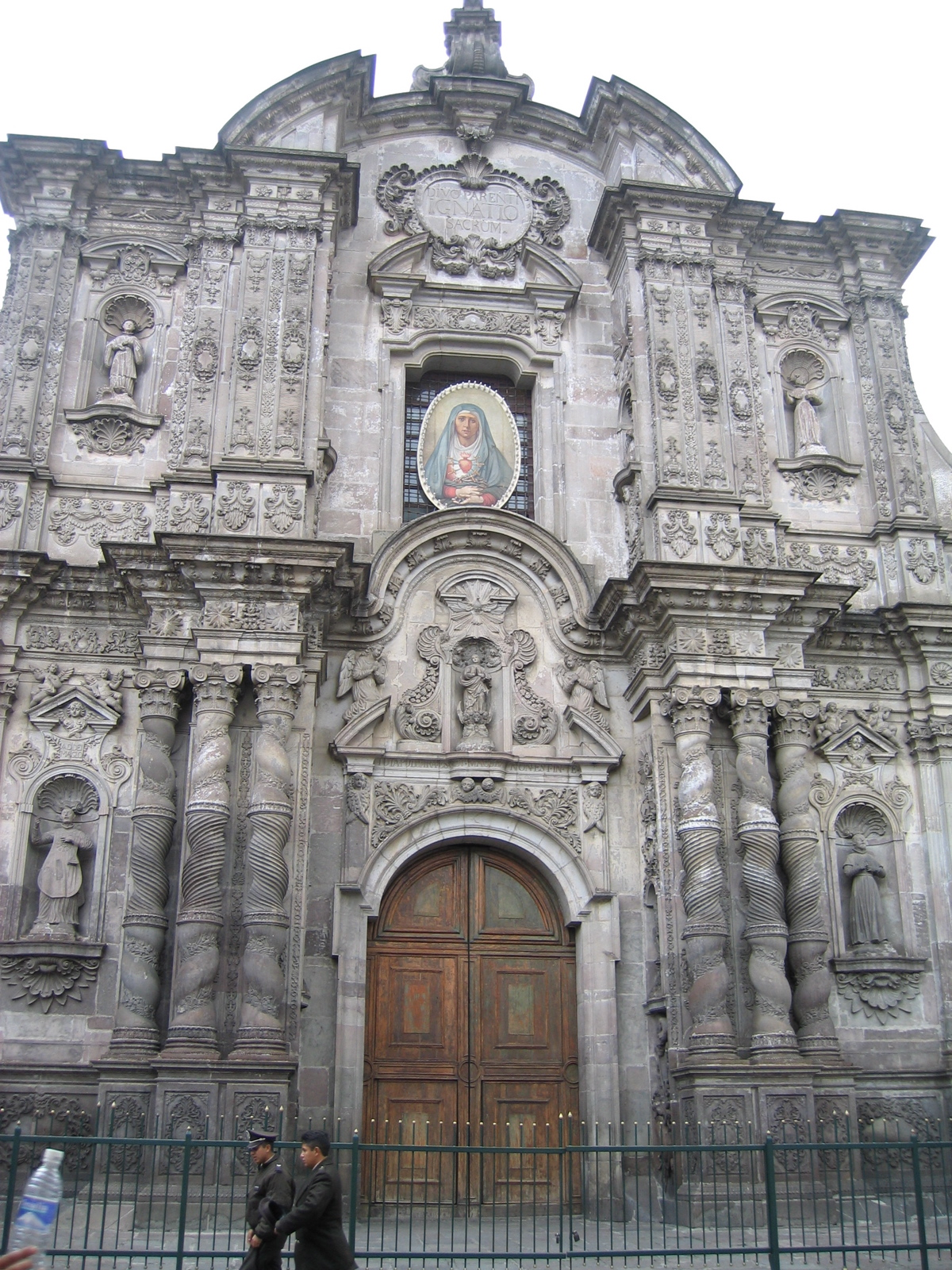
Iglesia de la Compañía de Jesús.

Su jurisdicción abarcaba una superficie cinco veces mayor que la de la actual República del Ecuador, por todo este pasado se considera a Quito como "El Núcleo de la Nacionalidad Ecuatoriana". La ciudad colonial se cubrió de gloria gracias al esplendor de su arte, al adelanto de su cultura, a su afán misionero y al amor por la libertad. Enriquecida por la explotación minera y la producción textil, pudo construir templos barrocos y mudéjares adaptados con originalidad al ambiente local y los ornamentó con gran profusión de pinturas y tallas que forman un mundo mágico, de innegable valor didáctico religioso. Fue la época de la afamada Escuela Quiteña, obra del mestizaje indio y español. A inicios del siglo XVII, la ciudad adoptó un estilo monumental con la construcción, por varias misiones Católicas, de los templos impresionantes de San Francisco, La Compañía, Santo Domingo, la Catedral Metropolitana y San Agustín. 
Los acontecimientos principales durante este período ocurrieron alrededor de estos templos, que ayudaron a promover la religiosidad entre la gente. En 1649, más de dos mil personas cruzaron la ciudad del norte a sur varias veces durante el día y la noche, rezándole a Dios para que les sea revelada la identidad de los ladrones que habían robado el cáliz sagrado del convento de Santa Clara. Por este despliegue de genio se llama a Quito "Relicario del Arte en América".
Los geodésicos franceses del sistema decimal introdujeron en Quito el espíritu racionalista moderno y usaron la magnífica biblioteca de la Universidad Jesuita de San Gregorio. Quito alimentó la extraordinaria empresa de las misiones de Jaén y Mainas. En Quito nació y vivió Mariana de Jesús, santa y patriota. De esta ciudad salió el más ilustre de los precursores de la independencia americana, el mestizo Xavier Chusig quien cambió su nombre a Eugenio de Santa Cruz y Espejo para evitar la discriminación. Espejo fue el fundador del primer periódico de Quito. También hay otras historias como la de Manuela Sáenz, la primera mujer enrolada al ejército bolivariano quien se convirtió en la fiel compañera y novia del libertador Simón Bolívar.

## Independencia y Gran Colombia (1808-1830)
Los primeros movimientos empezaron en 1808 con la reunión de Navidad efectuada en la Hacienda Chillo Compañía de propiedad de Juan Pío Montúfar y Larrea, II Marqués de Selva Alegre. En ella se discutieron los acontecimientos que estaban sucediendo en España con motivo de la invasión napoleónica, así como la crisis socioeconómica que vivía gran parte de la Audiencia a causa de las reformas Borbónicas. Al año siguiente, en la noche y madrugada del 9 y 10 de agosto, este selecto grupo de ilustrados criollos entre los que destacaron el capitán Juan de Salinas y Zenitagoya, Juan de Dios Morales, Juan Larrea, el obispo Cuero y Caicedo y Manuel Rodríguez de Quiroga, se reunió nuevamente en la residencia de la noble quiteña Manuela Cañizares. Entre las acciones tomadas, la más importante fue la destitución del Conde Ruiz de Castilla como Presidente de la Real Audiencia de Quito y la instauración de una Junta Soberana de Gobierno, nombrando a Juan Pío Montúfar como su máxima autoridad. Lastimosamente, debido a lo débil del movimiento y al rechazo de varios sectores de Popayán, Guayaquil, Cuenca y Lima, el gobierno revolucionario solo duró 77 días. Luego de varios hechos, cientos de personas entre criollos y rebeldes fueron encarceladas en el Cuartel de Quito donde entre el 2 y el 4 de agosto de 1810 fueron brutalmente asesinados alrededor de 300 presos que equivalía al 1 por ciento de la población. Una masacre de iguales características hoy significaría cerca de 17 mil víctimas. En Ecuador se conoce este suceso como el Primer Grito de Independencia Hispanoamericana. Muchos de los sublevados perecieron durante la matanza del 2 de agosto de 1810. El poder vuelve a manos del Conde Ruiz de Castilla. Los virreyes de Lima y Bogotá envían tropas para sitiar la ciudad. En 1812 llega como Comisionado Regio de España Carlos Montúfar, hijo del Marqués de Selva Alegre para pacificar a los sublevados, pero al ver que incluso su padre estaba metido en el conflicto, decide unirse a una lucha sin cuartel que terminaría con su vida en 1815.  
Tendrían que pasar cinco años más para que se declare el primer territorio libre de la Audiencia, Guayaquil el 9 de octubre de 1820, liderado por el poeta José Joaquín de Olmedo. Es desde el puerto principal que por esos años era parte del Virreinato del Perú que se inicia la campaña definitiva por alcanzar la independencia de la Metrópoli.
El 24 de mayo de 1822 el ejército independista comandado por el General Antonio José de Sucre y conformado una división grancolombina y una división peruana vencieron a las fuerzas realistas leales al rey de España quienes estaban bajo las órdenes del general Melchor Aymerich, en la denominada Batalla de Pichincha. Gracias a la victoria de las tropas grancolombinas, peruanas y argentinas, se consiguió la liberación de Quito y la independencia de las provincias pertenecientes a la Real Audiencia de Quito, junto con la Provincia de Guayaquil. Cien años después en el sitio de la batalla, se levantó un obelisco conmemorativo y un museo en el que se conservan las armas y los uniformes de los combates.
La Batalla de Pichincha cuenta que el ejército independentista bajo el mando de Antonio José de Sucre, partió de Chillogallo al sur de Quito en vísperas del 24 de mayo de 1822. La estrategia militar consistía en bordear el flanco occidental de las faldas del Pichincha para rodear al enemigo y de este modo reducirlo en menor tiempo. El combate entonces fue cruento, y las crónicas de entonces dicen que los quiteños contemplaron el suceso como un espectáculo de pirotecnia, desde los balcones de las casas céntricas. A la madrugada del 25 de mayo, los cañonazos en el fortín del Panecillo anunciaban que el español Melchor de Aymerich había capitulado y que la antigua Presidencia de Quito pasaba a la patria de Bolívar. Mientras los vecinos de la ciudad festejaban la libertad, Abdón Calderón agonizaba en el Hospital San Juan de Dios. No por la balacera recibida en combate la cual lo obligó a cargar la bandera con los dientes, sino por una crisis de disentería. Por todas aquellas primicias de libertad, a Quito se la conoce como "Luz de América".
El 16 de junio de 1822 llega el Libertador Simón Bolívar para anexar los territorios de la antigua audiencia de Quito, luego de la Entrevista de Guayaquil con el Libertador de Argentina, Chile y Perú José de San Martín, quien le cede la continuación de la guerra de independencia sudamericana, se anexa la Provincia Libre de Guayaquil a la República de la Gran Colombia conformada entonces por los actuales Venezuela, Colombia y Ecuador con capital en la ciudad de Santa Fe de Bogotá. El nombre de Real Audiencia se transforma en Departamento del Sur o Presidencia de Quito. El 25 de junio de 1824 se funda la provincia de Pichincha, teniendo a Quito como capital. El 18 de marzo de 1826 se inaugura la Universidad Central del Ecuador.

## Los albores de la república (1830-1930)

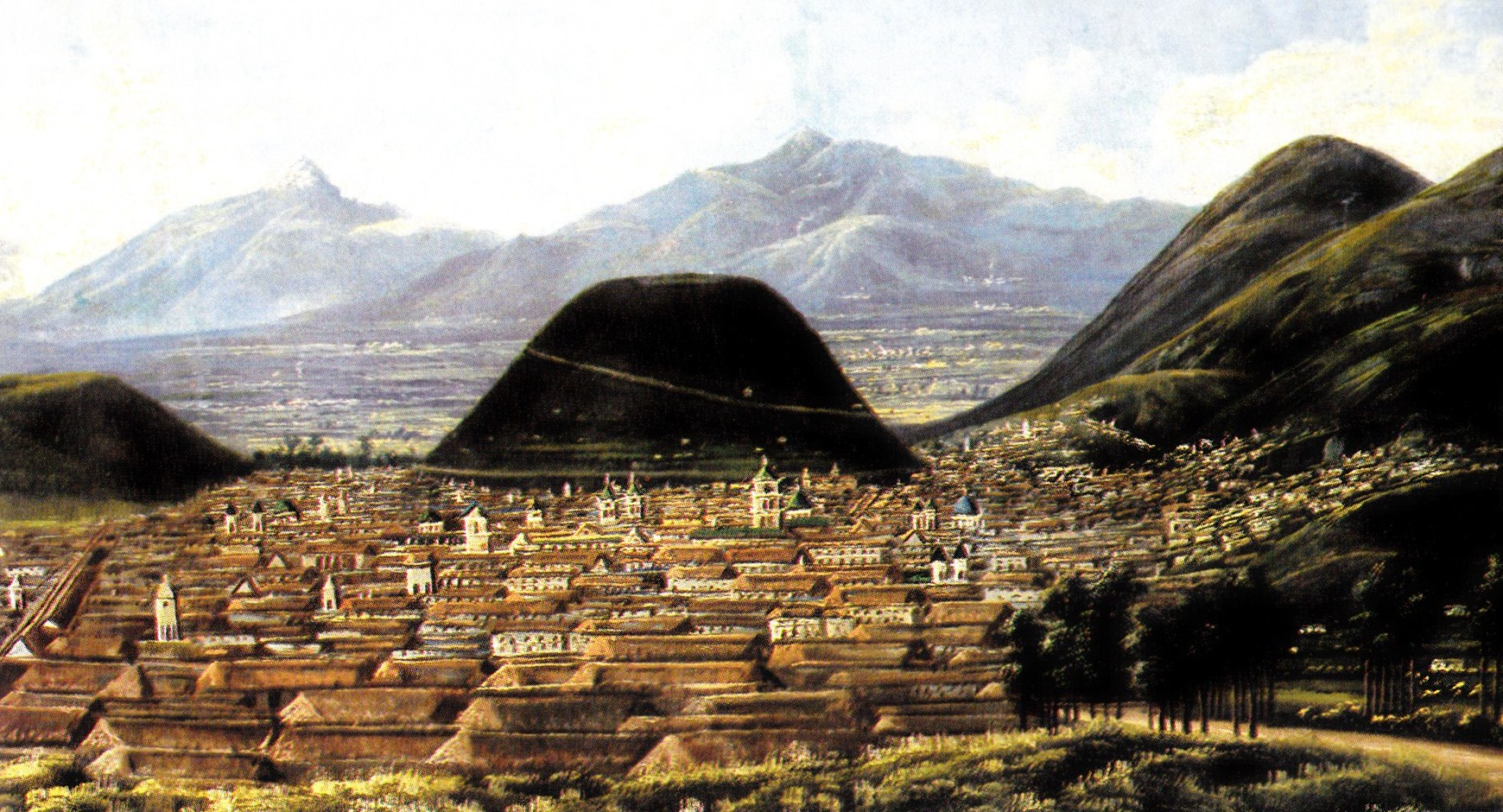
Quito, óleo del pintor Rafael Salas. Muestra el paisaje de la ciudad a mediados del.

El 13 de mayo de 1830 se crea la República del Ecuador, con Quito como capital tras separarse de la Gran Colombia. El general venezolano Juan José Flores asume el cargo de primer Presidente. 
El 27 de agosto de 1869 se funda la Escuela Politécnica Nacional otra de las grandes universidades del Ecuador.
Otros hechos históricos que describen a Quito en la historia de este país son: el asesinato del Presidente del Ecuador Gabriel García Moreno el 6 de agosto de 1875, hecho considerado como el primer paso hacia la Revolución Liberal; el asesinato del Presidente Eloy Alfaro cuyo cuerpo inerte fue arrastrado por las calles quiteñas e incinerado posteriormente en el Parque El Ejido el 28 de enero de 1912; la Revolución Juliana de 1925 para rescatar el estado de manos de la plutocracia bancaria; entre otros.
El 25 de junio de 1908 llegó por primera vez el tren de vapor a la Estación de Chimbacalle ubicada al sur de Quito. La obra de construcción del Ferrocarril Transandino entre Guayaquil y Quito había sido iniciada por el presidente Gabriel García Moreno, y fue terminada en época de Eloy Alfaro. Un clavo de oro colocado en el último riel de la mencionada estación por América Alfaro, la hija del Presidente Alfaro, selló la obra de infraestructura más grande del Ecuador en aquella época. La llegada del ferrocarril de vapor a la ciudad, produjo la necesidad de crear un medio de transporte urbano que operase entre la Estación de Chimbacalle encima del cerro al lado sur de la ciudad, y el centro comercial en el otro lado del Río Machángara. La Quito Tramways Company fue organizada en 1910 en Wilmington (Delaware) - Estados Unidos, y fue controlada por la Ecuadorian Corporation Ltda. de Londres. La QTC empezó la construcción de una línea de tranvías eléctricos en 1911 y ordenó cuatro carros de dos ejes a la J. G. Brill en Filadelfia el 17 de febrero de 1914. La nueva línea, entre la estación del ferrocarril y el centro de la ciudad, fue inaugurada el 8 de octubre de 1914. La QTC mandó hacer a la Brill dos carros de cuatro ejes en 1915 y dos más de dos ejes en el año siguiente. La trocha de las líneas de tranvía de Quito, como del ferrocarril de vapor, era de 1.067 mm (42 pulgadas).
Durante 34 años la QTC operó los ocho mismos tranvías en dos servicios: de la estación Chimbacalle al Cementerio San Diego, y de Chimbacalle hasta la Avenida Colón. El depósito de tranvías se ubicó en la avenida 18 de Septiembre y Jorge Washington. En 1921 una empresa ecuatoriana, Compañía Nacional de Tranvías, construyó une línea de tranvías en las avenidas 10 de Agosto y la Prensa entre la avenida Colón y la ciudad de Cotocollao. Ya que la QTC poseía los derechos exclusivos de tracción eléctrica en la ciudad, los vehículos de la CNT tenían que ser accionados por motores de gasolina. La CNT importó los chasis y la parte mecánica de sus carros de la Algemeine Elektricitäts Gesellschaft (AEG) en Alemania, pero montó las carrocerías en Ecuador. La línea de Cotocollao, con trocha también de 1.067 mm (42 pulgadas), abrió el 22 de junio de 1923. Alrededor del 1926 los inversores ecuatorianos reorganizaron la CNT y adquirió la QTC. Los nuevos dueños cerraron la línea de gasolina de Cotocollao en 1928 y las dos líneas de tranvía eléctrico aproximadamente en 1948.

## Modernización de la ciudad (1930-2000)
En la década de 1930, las clases altas del centro de la ciudad se desplazaron al norte. Surgieron barrios residenciales dentro del esquema de "ciudad jardín". Los espacios del centro fueron ocupados por inmigrantes de las provincias vecinas. La parte antigua de la ciudad pudo por consiguiente conservar su traza original y su arquitectura colonial enriquecida con los nuevos aportes de los siglos XIX y XX. Hacia la mitad del siglo XX, el espacio urbano estaba ya socialmente estratificado.
El 5 de julio de 1941, entra en conflicto con Perú lo que produce la Guerra peruano-ecuatoriana, durante los días de guerra con el Perú los ferrocarriles se dirigían al sur del país llevando jóvenes soldados voluntarios para hacer frente al enemigo peruano.

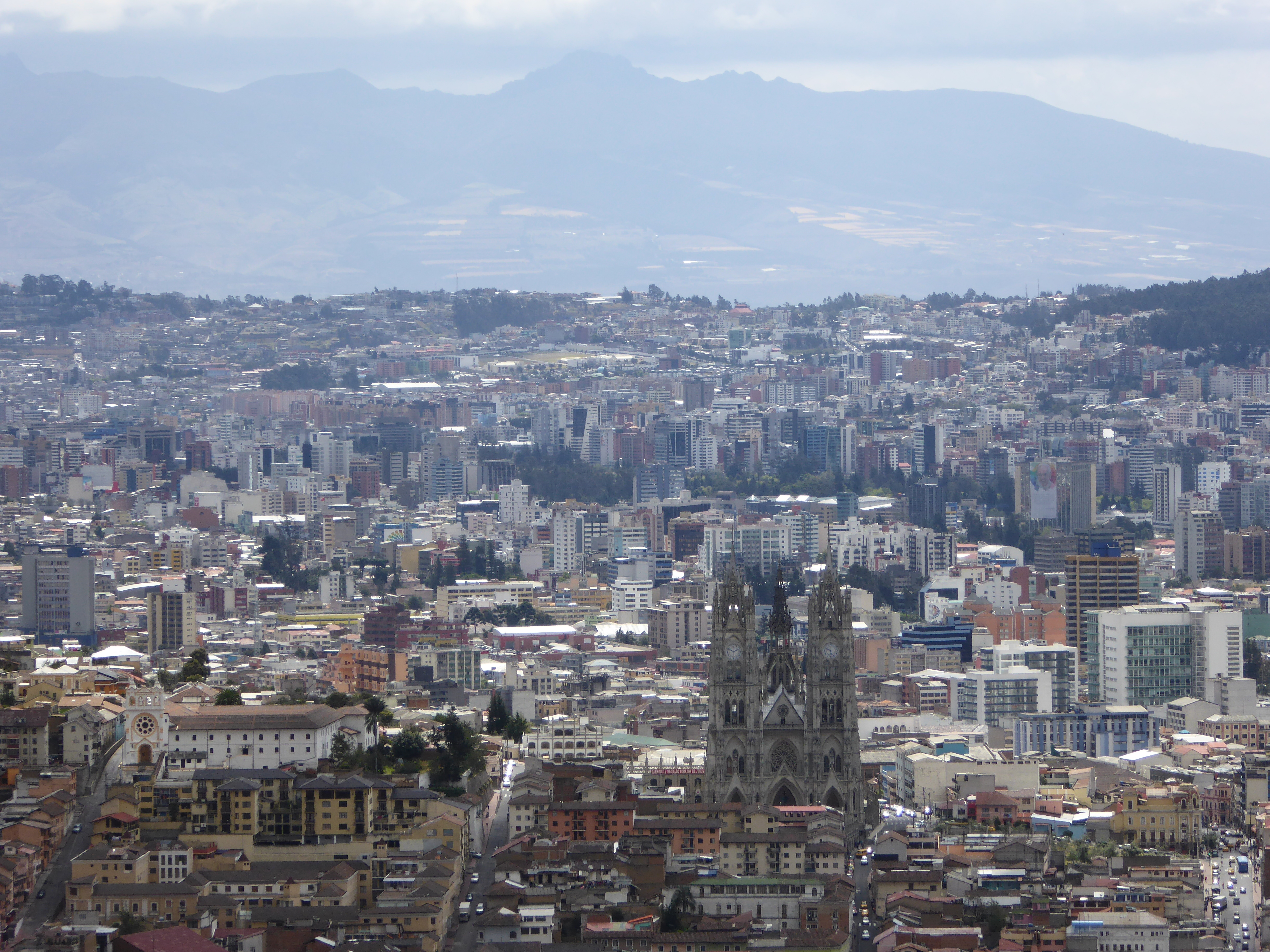
Desde mediados del norte de la urbe se consolidó como el corazón financiero de la ciudad.

El 6 de agosto de 1960 se inaugura el Aeropuerto Internacional Mariscal Sucre. El 28 de marzo de 1976 en la loma de El Panecillo, el decimoprimer arzobispo de Quito Pablo Muñoz Vega, inauguró la Virgen del Panecillo. Esta es una estatua hecha de aluminio, copiada a partir de un original de Bernardo de Legarda. El 8 de septiembre de 1978, Quito fue declarada como el Primer Patrimonio Cultural de la Humanidad por la UNESCO, con el objetivo de conservar sus conventos coloniales, iglesias y el centro histórico en general. Desde hace algunos años, el Municipio de Quito ha emprendido en un plan de salvamento arquitectónico y social del Centro Histórico.
A partir de la década del 70, Quito se modernizó gracias al boom petrolero en Ecuador. Se convirtió en la capital petrolera y en el segundo centro bancario y financiero del país. Su modernidad se aprecia en la arquitectura del sector norte de la ciudad. La extensión de la ciudad hacia el norte y el sur comenzó durante los años 1980, cuando la principal área turística ubicada en el centro norte de la ciudad (Quito moderno) comenzó a crecer. 
El 5 de marzo de 1987, se produjo un terremoto de, aproximadamente, 7 grados en la escala sismológica de Richter y cuyo epicentro se localizó a 80 km de Quito. El temblor causó daños en varias edificaciones de la ciudad. El 27 de diciembre de 1993, se promulga la Ley de Régimen para el Distrito Metropolitano de Quito. El 17 de diciembre de 1995, el Municipio de Quito inaugura la primera línea de trolebuses en la ciudad.
Al finalizar el siglo XX, el país entró en un periodo de inestabilidad política, siendo Quito el principal escenario de los acontecimientos que sacudieron a la nación. En 1997 se dieron varias manifestaciones populares en la ciudad que pedían la salida del presidente de ese entonces Abdalá Bucaram. La manifestación más importante se dio el 5 de febrero, y tuvo como consecuencia la denominada "Noche de los tres presidentes", suscitada durante la noche del 6 de febrero y la madrugada del 7 de febrero de 1997 en Ecuador, donde Bucaram, Rosalía Arteaga y Fabián Alarcón reclamaban la presidencia de la república.  Finalmente Abdalá Bucaram fue destituido por el Congreso Nacional. Dos años más tarde, Ecuador sufrió una severa crisis financiera, teniendo como principal problema el "feriado bancario", esta situación volvió a crear grandes manifestaciones sociales en la capital que desembocaron en el golpe de Estado del 2000, cuando el 21 de enero las Fuerzas Armadas del Ecuador le retiraron su apoyo luego de que los miembros de la Confederación de Nacionalidades Indígenas del Ecuador, (CONAIE), se tomaran las calles de Quito y avanzaran al Congreso Nacional, apoyados por un grupo de coroneles de las Fuerzas Armadas quienes actuaban de manera independiente a la institución militar. Así, Mahuad también fue derrocado.

## La urbe delsigloXXI
Para el año 2001, la ciudad había alcanzado 1 399 814 habitantes, mas su zona metropolitana se aproximaba a los 2 millones. Desde el año 2002 se inició la recuperación del centro histórico y del casco colonial. En 2002 el alcalde Paco Moncayo suscribió un contrato con el Gobierno de Canadá, que por medio de la Canadian Comercial Corporation, acordó la construcción de un nuevo aeropuerto para la ciudad en el sector que se venía planteando desde mediados del siglo XX. La licitación fue otorgada a la Corporación Quiport y su construcción empezó en enero de 2006, durante el segundo periodo de Paco Moncayo frente al Municipio.
Los días 29 y 30 de noviembre de 2002, se llevaron a cabo los actos de inauguración de La Capilla del Hombre, un museo que contiene las mejores obras del maestro Oswaldo Guayasamín quien fue un destacado artista y sin duda alguna el mejor pintor ecuatoriano de la época moderna.
Entre 2003 y 2004 se construyó la línea de buses ecológicos MetrobusQ que atraviesa la ciudad de norte a sur, también se ampliaron las avenidas y se construyeron pasos deprimidos y reformas geométricas con la finalidad de dar mayor fluidez al tránsito. Para 2005 se terminó la recuperación del sector de La Mariscal, antiguamente una zona roja, creando una gran cantidad de restaurantes, calles peatonales, piletas, cafés, bares y lugares especialmente adaptados para la presentación de conciertos musicales. El 2 de julio de 2005, se inauguró una moderna línea de teleféricos turísticos en Cruz Loma con el nombre de TelefériQo.
En el año 2005, los quiteños protagonizaron la "Rebelión de los forajidos", que derrocó al presidente Lucio Gutiérrez. El movimiento social que tuvo lugar entre febrero y abril y sus integrantes básicamente fueron gente de clase media de la capital del país. Las protestas se realizaron en las noches, utilizando símbolos como los cacerolazos. Posteriormente, y sólo bajo la presión ciudadana y ante la magnitud que las protestas iban tomando, los demás medios privados comenzaron a transmitir los hechos; ya que el grito cada vez más fuerte de “Que se vayan todos”, producía temor en los dueños de los medios y en los partidos políticos hegemónicos, a consecuencia de la grave crisis política institucional de los gobiernos de años anteriores. Finalmente el 20 de abril, Gutiérrez abandonó el Palacio de Carondelet en helicóptero.
En las elecciones generales 2009 el tema del transporte masivo fue un punto trascendental de la campaña para la Alcaldía Metropolitana, Augusto Barrera propuso la construcción de un Metro subterráneo. La primera fase de construcción del Metro de Quito se licitó el 8 de julio de 2010 después de que el 8 de mayo Metro de Madrid entregará los estudios definitivos de ingeniería de dicha fase; el plazo de ejecución es de 18 meses y su presupuesto es de 64,8 millones de dólares. El 1 de noviembre de 2012 la Empresa Metro de Quito adjudicó la construcción de la primera fase del Metro a la empresa española Acciona Infraestructuras de entre 5 empresas que ofrecieron construir esta fase.

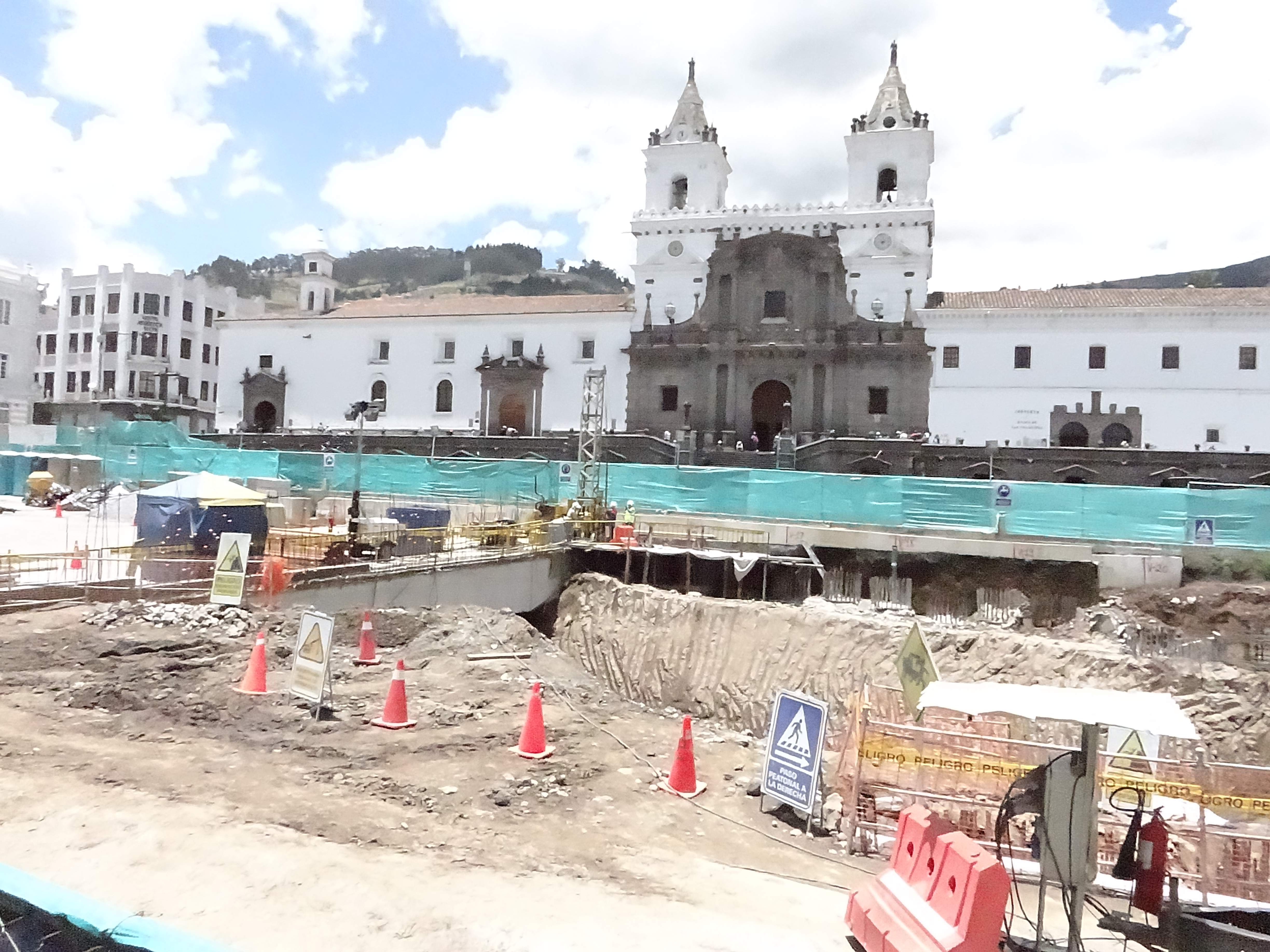
Construcción de la estación San Francisco, del Metro de Quito.

El 30 de septiembre de 2010 se dio un intento de golpe de Estado, conocido como "30S". Elementos de la tropa de la Policía Nacional del Ecuador, iniciaron una protesta en sus cuarteles suspendiendo su jornada de labores, bloquearon carreteras y además impidieron el ingreso al Parlamento.
Se sumaron elementos de la Fuerza Aérea Ecuatoriana, que bloquearon la pista del Aeropuerto Internacional Mariscal Sucre.
Estas medidas de protesta se realizaron como parte del llamado a huelga nacional policial contra la Ley de Servicio Público aprobada el día anterior,
una reforma laboral del sector público que supuestamente afectaba a los policías. Correa acudió al lugar, dio un discurso en el que les aseguró que no se iba a dar marcha atrás con la ley y minutos después fue agredido con una granada de gas lacrimógeno, además resultó lesionado de una rodilla recientemente operada.
El presidente fue llevado hacia el Hospital Quito N.º 1 (administrado por la policía) que se encontraba adyacente al lugar de los hechos; este edificio fue luego rodeado. En la noche, Correa fue rescatado por escuadrones de las Fuerzas Armadas y Policía, en medio de una balacera que dejó 5 fallecidos y varios heridos, suceso que fue transmitido en vivo.
La construcción del nuevo aeropuerto fue entregada por parte de Quiport al Municipio del Distrito Metropolitano de Quito el 11 de octubre de 2012. El 19 de febrero de 2013 se cerraron las operaciones en el antiguo aeropuerto de Quito, y esa misma noche fue inaugurada la nueva terminal con una ceremonia presidida por el presidente Correa. Al día siguiente un avión de TAME inauguró oficialmente las operaciones en el nuevo Aeropuerto Internacional Mariscal Sucre de Tababela.
La segunda fase de la construcción del metro arrancó el 19 de enero de 2016, iniciando el levantamiento del Centro de Control de Quitumbe, que sirve como base de operaciones para todo el sistema. La obra física demorará 36 meses y se sumaran seis meses más para integrar los sistemas tecnológicos y realizar pruebas operativas, lo que significa que será entregada en julio de 2019.